# Filippo Ridolfo
Filippo Ridolfo, né le 8 novembre 2001 à Buja, est un coureur cycliste italien. Il est membre de l'équipe Novo Nordisk depuis 2022.

## Biographie
Filippo Ridolfo est originaire de Buja, une localité située dans le Frioul-Vénétie Julienne. Il commence le cyclisme à l'âge de huit ans,. À douze ans, il commence à se sentir mal dans les courses avec des problèmes de fatigue, d'épuisement et de déshydratation. Il consulte alors un médecin, qui lui décèle un diabète de type 1. Malgré ce diagnostic, il ne se décourage pas et continue la compétition, en apprenant à gérer sa maladie,. 
En 2020, il intègre la réserve de la formation Novo Nordisk, composée uniquement de coureurs diabétiques de type 1. Décrit comme un grimpeur, il obtient quelques places d'honneur dans des critériums américains. L'année suivante, il termine notamment treizième des Cinq anneaux de Moscou et quatorzième de l'Okolo Jižních Čech, sur le circuit de l'UCI Europe Tour. 
Il passe finalement professionnel en 2022 dans l'équipe première de Novo Nordisk. Au printemps 2023, il est échappé sur le Trofeo Laigueglia et au Grand Prix de l'Escaut.

## Palmarès et résultats

### Palmarès par année
- 2020
  - 2e du Florida State Road Race Championships
  - 2e du Dalton Grand Prix
- 2023
  - 2e du Grand Prix Kranj

### Classements mondiaux
| Année                                 | 2021  | 2022 | 2023  |
| ------------------------------------- | ----- | ---- | ----- |
| Classement mondial                    | 2952e | nc   | 1310e |
| UCI Europe Tour                       | 1898e | nc   | nc    |
|                                       |       |      |       |
| Légende : nc = non classéSource : UCI |       |      |       |